# ونپورم
ونپورم (به انگلیسی: Vanapuram) یک زیستگاه انسانی در هند است که در Tiruvannamalai district واقع شده‌است.

## خصوصیات
ونپورم ۶٬۱۱۲ نفر جمعیت دارد و ۹۸ متر بالاتر از سطح دریا واقع شده‌است.